# Boo Seung-kwan
 (janvier 2024).
La mise en forme du texte ne suit pas les recommandations de Wikipédia : il faut le « wikifier ».
Les points d'amélioration suivants sont les cas les plus fréquents. Le détail des points à revoir est peut-être précisé sur la page de discussion.
- Les titres sont pré-formatés par le logiciel. Ils ne sont ni en capitales, ni en gras.
- Le texte ne doit pas être écrit en capitales (les noms de famille non plus), ni en gras, ni en italique, ni en « petit »…
- Le gras n'est utilisé que pour surligner le titre de l'article dans l'introduction, une seule fois.
- L'italique est rarement utilisé : mots en langue étrangère, titres d'œuvres, noms de bateaux, etc.
- Les citations ne sont pas en italique mais en corps de texte normal. Elles sont entourées par des guillemets français : « et ».
- Les listes à puces sont à éviter, des paragraphes rédigés étant largement préférés. Les tableaux sont à réserver à la présentation de données structurées (résultats, etc.).
- Les appels de note de bas de page (petits chiffres en exposant, introduits par l'outil «  Source ») sont à placer entre la fin de phrase et le point final[comme ça].
- Les liens internes (vers d'autres articles de Wikipédia) sont à choisir avec parcimonie. Créez des liens vers des articles approfondissant le sujet. Les termes génériques sans rapport avec le sujet sont à éviter, ainsi que les répétitions de liens vers un même terme.
- Les liens externes sont à placer uniquement dans une section « Liens externes », à la fin de l'article. Ces liens sont à choisir avec parcimonie suivant les règles définies. Si un lien sert de source à l'article, son insertion dans le texte est à faire par les notes de bas de page.
- La présentation des références doit suivre les conventions bibliographiques. Il est recommandé d'utiliser les modèles {{Ouvrage}}, {{Chapitre}}, {{Article}}, {{Lien web}} et/ou {{Bibliographie}}. Le mode d'édition visuel peut mettre en forme automatiquement les références.
- Insérer une infobox (cadre d'informations à droite) n'est pas obligatoire pour parachever la mise en page.

Pour une aide détaillée, merci de consulter Aide:Wikification.
Si vous pensez que ces points ont été résolus, vous pouvez retirer ce bandeau et améliorer la mise en forme d'un autre article.
 (janvier 2025).

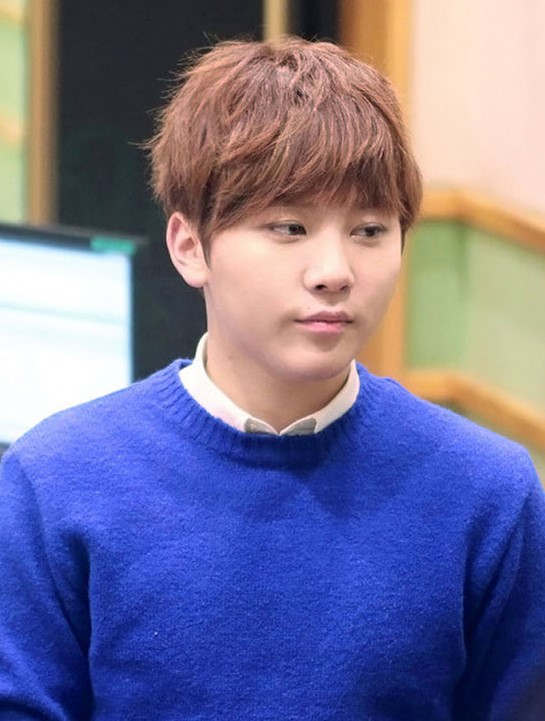
Boo Seung-kwan à Sukira le 17 février 2016.

Boo Seungkwan (coréen :  부승관 ), né le 16 janvier 1998,  plus connu sous le nom de Seungkwan, est un chanteur et artiste sud-coréen de Pledis Entertainment. Il est membre du « groupe de garçons » sud-coréen Seventeen et de la sous-unité de l'équipe vocale. Il fait également partie de l'unité spéciale BSS aux côtés de Hoshi et DK. Outre les activités de son groupe, Boo est connu comme une figure du divertissement pour sa participation active à des émissions de variétés coréennes telles que Unexpected Q , Prison Life of Fools et Idol Dictation Contest .

## Biographie
Boo Seungkwan est né à Busan, en Corée du Sud, mais a grandi à Jeju-do, également en Corée du Sud. En grandissant, il a participé à des festivals de chansons pour enfants organisés dans son école, où un enseignant l'a enregistré en train de chanter et l'a mis en ligne. La vidéo a ensuite conduit Boo à être choisi chez Pledis Entertainment en juin 2012. Seungkwan a fréquenté le Seoul Broadcasting High School et a obtenu son diplôme en 2016.

## Carrière

### Depuis 2015
Boo a fait ses débuts en tant que membre du boys band sud-coréen Seventeen avec le jeu prolongé 17 Carat le 26 mai 2015. En, Boo a sorti le single « Kind of Love » pour la bande originale de la série Mother. La chanson dépeint une histoire d’amour douloureuse avec un son acoustique. Boo a rejoint avec camarades Hoshi et DK une sous-unité appelée BSS, ou BooSeokSoon. Le groupe a sorti son premier single « Just Do It » le 21 mars 2018. Cette même année, Boo a participé au talk-show Unexpected Q. Il a reçu le prix « Rookie (Music and Talk) » aux MBC Entertainment Awards 2018 . 
En 2019, Boo a participé à Prison Life of Fools et au talk-show Five Cranky Brothers. Le 7 septembre 2020, Boo a sorti le single « Go » pour la bande originale de la série Record of Youth. Le 29 janvier 2021, Boo a participé à la bande originale de la série Lovestruck in the City avec une chanson intitulée The Reason . Boo a été choisi dans l'émission télévisée Job Dongsan, aux côtés de Kang Ho-dong et Eunhyuk de Super Junior, et dans Idol Dictation Contest. Plus tard, il est apparu dans la nouvelle émission télévisée de badminton de tvN, Racket Boys, aux côtés du champion olympique Oh Sang-uk, Jang Sung-kyu, Yang Se-chan, entre autres. En janvier 2022, Boo a reçu le prix « Male Idol Entertainer » lors des Korea First Brand Awards 2022. Pour continuer, Seungkwan participe à l'émission The devil's plan en 2023. 

## Filmographie

### Émissions de télévision
| Année | Titre                    | Rôle        | Remarque     |
| ----- | ------------------------ | ----------- | ------------ |
| 2018  | Unexpected Q             | Cast member |              |
| 2019  | Prison Life of Fools     | Cast member |              |
| 2019  | Five Cranky Brothers     | Cast member |              |
| 2021  | Job Dongsan (Job Estate) | Cast member |              |
| 2021  | Racket Boys              | Cast member | Episode 1-12 |

### Émissions Web
| Année | Titre                  | Rôle        | Notes      |
| ----- | ---------------------- | ----------- | ---------- |
| 2021  | Idol Dictation Contest | Cast member | Saison 1   |
| 2023  | The devil's plan       | Cast member | 6ème place |

## Discographie

### Apparitions dans les bandes originales
| Titre                   | Année | Album                        |
| ----------------------- | ----- | ---------------------------- |
| "Kind Of Love"          | 2018  | Mother OST                   |
| "Go"                    | 2020  | Record of Youth OST          |
| "Reason"                | 2021  | Lovestuck in the City OST    |
| "Pit a Pat"             | 2022  | Link : Eat, Love, Kill OST   |
| "Still You"             | 2023  | Dr. Romantic Saison 3 OST    |
| "The moment You Arrive" | 2023  | Tell Me Thar You Love Me OST |

## Prix et nominations
Nom de la cérémonie de remise du prix, année de remise, catégorie, candidat au prix et résultat de la nomination
| Remise des prix                     | Année | Catégorie                           | Candidat / Travail                | Résultat |
| ----------------------------------- | ----- | ----------------------------------- | --------------------------------- | -------- |
| Prix de la première marque coréenne | 2022  | Artiste d'idole masculine           | Boo Seungkwan                     | Gagné    |
| Prix du divertissement MBC          | 2018  | Prix Rookie (Musique et Discussion) | King of Mask Singer, Unexpected Q | Gagné    |